# Tarhon
Tarhonul (Artemisia dracunculus L.) este o plantă perenă din familia Asteraceae (familia florii soarelui). Are tulpina dreaptă și ramificată, cu flori alburii, cu frunze lanceolate aromate întrebuințate pentru condimentare. Frunzele sale se folosesc verzi sau uscate și mărunțite. Se folosește ca condiment în fripturi, salate, etc. Aceasta este răspândită de-a lungul Eurasiei și Americii de Nord și este cultivată pentru uz culinar, dar și în scopuri medicale.
O subspecie, Artemisia dracunculus var. sativa, este cultivată pentru folosirea frunzelor aromatice în arta culinară. Altor subspecii, însă, aroma le lipsește cu desăvârșire. Speciile sunt poliformice. Pentru a distinge variațiile speciilor sunt folosite denumiri informale: tarhonul franțuzesc (cel mai bun pentru uz culinar); tarhonul rusesc și tarhonul sălbatic, care acoperă diferite state.